# النزاع بين براندنبورغ وبوميرانيا
ابتداءً من القرن الثاني عشر، كانت مرغريفية براندنبورغ، هيئتها الناخبة لاحقًا، في نزاع مع دوقية بوميرانيا المجاورة على الأراضي الحدودية التي طالب بها كل منهما، وعلى حالة دوقية بوميرانيا، التي ادّعت براندنبورغ أنها إقطاعية، في حين زعمت بوميرانيا أنها إمبراطورية. تحول الصراع بشكل متكرر إلى حرب، وعلى الرغم من انتصار أحدهما أحيانًا، لم ينتصر أي من الأطراف بشكل دائم حتى اندثرت عائلة بوميرانيا في عام 1637. كانت براندنبورغ ستنتصر بطبيعة الحال آنذاك، لكن الاحتلال السويدي المعاصر لبوميرانيا أعاق ذلك، واستمر النزاع بين السويد وبراندنبورغ بروسيا حتى عام 1815، وذلك عندما أدمجت بروسيا بوميرانيا السويدية مع مقاطعة بوميرانيا.

## مقدمة من العصور الوسطى
في القرن العاشر، سكنت المنطقة التي عُرفت مستقبلًا ببراندنبورغ وبوميرانيا قبائل غربية سلافية، عُرفت مجتمعةً باسم الونديون. تقريبًا، شكّلت القبائل الموجودة شرق نهر الأودر وشمال نهر وارتا البوميرانيين وشكلت القبائل غرب نهر الأودر اللوتيين. لم يُحدد تصنيف القبائل التي تعيش بالقرب من الأودر السفلي، وهي القبائل الوولينية (فيلونزاني باللاتينية) على الجزر في مصب نهر الأودر، وقبائل البريساني على الضفة الشرقية من الأودر السفلي، وقبائل الأوكراني والريكاني على الضفة الغربية من الأودر السفلي، والتي أصبحت معروفةً بالأوكرمارك. نُظمت القبائل الواقعة في شمال نهر الأودر على شكل مارسات (أراضٍ حدودية) للمملكة الأوتونية (الليودولفينغية)، التي تحولت إلى الإمبراطورية الرومانية المقدسة بتتويج أوتو الأول إمبراطورًا رومانيًا مقدسًا في عام 962. شملت الأراضي الحدودية المُقامة في المنطقة التي عُرفت مستقبلًا براندنبورغ وبوميرانيا إقليمَ بيلونغ في الشمال، وإقليم الساكسون الشرقي في الجنوب؛ كان نهر بيني الحد الفاصل بينهما. سرعان ما قُسّم إقليم الساكسون الشرقي، مع إعادة تنظيم منطقتي براندنبورغ الشمالية وبوميرانيا الجنوبية الغربية المستقبليتين في الإقليم الشمالي. أطاح تمردٌ من الليتوانيين بحكم المرغريفيين في معظم الأقاليم الشمالية وإقليم بيلونغ بين عامي 983 و995. في القرن الحادي عشر، انهار الاتحاد الليتواني بسبب الصراعات الداخلية، ليترك ذلك أراضيه عرضةً للهجوم من الحملات العسكرية المجاورة، بما فيها حملات المرغريفيين في الإقليم الشمالي.

## عائلة أسكانيا ضد عائلة بوميرانيا
انتزع وارتيسلو الأول، دوق بوميرانيا وأول عضو مُثبت في عائلة بوميرانيا، منطقتي بيني وتولنس غربي نهر الأودر السفلي من اللوتيين خلال عشرينيات القرن الثاني عشر. كان ألبرت الدب (ألبرشت الدب)، المفوّض في إقليم لوساتيا في عام 1123، جاهزًا لخلافة الملك هنري، كونت شتاده المتوفّى بمنصب مرغريف الإقليم الشمالي في عام 1128، وكان مفوضًا بالإقليم من قبل الإمبراطور الروماني المقدس لوثير السبلينبرغي في عام 1134، بعد أن حصل بالفعل على خلافة بريبيسلو الهيفيلي في عام 1129. في عام 1128، شارك ألبرت في تنظيم بعثة أوتو البامبرغي التبشيرية في المناطق اللوتيسية الخاضعة لسلطة وارتيسلو الأول البوميراني، وزوده بموكب للحراسة. عندما منح الإمبراطور لوثير الأراضي في منطقة بيني لأسقفية أوتو البامبرغي في عام 1136، طُلب من ألبرت الموافقة على ذلك أولًا.
ركز ألبرت على الإقليم الشمالي، وتخلى عن منصب مرغريف لوساتيا في عام 1136، التي دُمجت حينها بإقليم ميسين وأصبحت أساسًا لدولة عائلة فتين. في عام 1138، فوّض كونراد الثالث ملكُ ألمانيا ألبرت الدب بدوقية ساكسونيا، لكن ألبرت استقال في عام 1142 بسبب معارضة النبلاء الساكسونيين، الذين فضّلوا حينها هنري الأسد الصغير ونصّبوه دوقًا لهم.
في عام 1147، شارك ألبرت في الحملة الصليبية الويندية ضد معاقل البوميريين في دمين وشتشين، التي لم تنجح في الاستيلاء على الأراضي؛ اختلف حجم الإقليم الشمالي الذي يسيطر عليه ألبرت بشكل كبير عمّا وعد به الإمبراطور لوثير في الأصل. بدلًا من ذلك، ونتيجةً للحملة الصليبية، أسس العديد من النبلاء الساكسونيين ممالك صغيرة في الإقليم، وسيطر البوميرانيون على مساحات شاسعة جنوب نهر البيني بالإضافة إلى الأوكرمارك. خلف ألبرت بريبيسلو في الأقاليم الهيفيلية في عام 1150، وعندما هزم جاكسا الكوبنيكي وضمّ الإقليم الأخير إلى إقليمه في عام 1157، ٍحل محل مصطلح مرغريفية براندنبورغ تسمية الإقليم الشمالي. رفع ألبرت مطالبه إلى بوميرانيا الغربية، وأقام حملات في أوكرمارك التي تخضع لسيطرة البوميرانيين منذ عام 1157.
كان هنري الأسد، خليفة ألبرت الدب في ساكسونيا، قد أثبت أنه واحد من أقوى النبلاء في ألمانيا. سعيًا وراء مصالحه الخاصة في الأراضي الويندية وبدعم دنماركي، هزم هنري رعاياه الأبودرايتيين المتمردين وحلفاءهم البوميرانيين في معركة فيرتشين بالقرب من معقل البوميرانيين في ديمين في عام 1164. نتيجةً لذلك، أصبح الدوقات البوميرانيون أتباعًا لهنري، ودعموه في الحملات اللاحقة ضد مرغريفيات براندنبورغ. مع ذلك، خسر هنري في النهاية الصراع الذي خاضه مع الإمبراطور الروماني المقدس بارباروسا، وحُرم في عام 1180 من ألقابه الدوقية. تعهد الدوق البوميراني عندها بالولاء لبارباروسا في عام 1181، محبطًا بذلك طموحات الأسكانيين.
أدى الضغط العسكري الدنماركي المستمر إلى تبعية بوميرانيا للدنمارك في فترة 1184/85. أطلقت المرغريفيات الأسكانية عدة بعثات إلى بوميرانيا الدنماركية بين عامي 1198 و1199، وبين عامي 1211 و1214. على الرغم من سلب شتشين في عام 1214 والمزيد من المكاسب الإقليمية الدائمة في منطقة فينو، لم يتمكنوا من تثبيت وجودهم في بوميرانيا، حتى أن التفوق الدنماركي جعل فريدريك الثاني، الإمبراطور الروماني المقدس ينكر جميع المطالب الألمانية بالمنطقة لصالح الدنمارك في عام 1214. في ذلك الوقت، اقتصرت المرغريفيات على حماية حدود براندنبورغ-بوميرانيا المعاصرة من خلال إقامة حصن أودربرغ «كونترا سكالفوس» في عام 1214. لم تسترد الإمبراطورية المنطقة إلا بعد الهزيمة التامة للقوات الدنماركية في معركة بورنهوفيد في عام 1227. أعادت مرغريفيات براندنبورغ عندها فرض مطالبها على بوميرانيا، وفوُّض بها فريدريك الثاني مع الدوقية في عام 1231 في رافينا.